# Argentine aux Jeux olympiques d'été de 1976
L'équipe olympique argentine participe aux Jeux olympiques d'été de 1976 à Montréal. Elle n'y remporte aucune médaille. Le rameur Hugo Aberastegui est le porte-drapeau d'une délégation argentine comptant 69 sportifs (65 hommes et 4 femmes).